# C' Chartres tennis de table
Maillots
Actualités
Dernière mise à jour : 22 août 2022.
| \| Chartres \| Le club est basé à Chartres. |
| Chartres                                    |

Le C' Chartres tennis de table est un club de tennis de table basé à Chartres, fondé en 2003 et qui évolue dix ans en Pro A, de 2009 à 2019.
Créé pour rassembler les forces de deux clubs et avoir des objectifs de haut-niveau, l'ASTT Chartres débute en cinquième division. Grâce à quatre promotions en sept saisons, elle intègre l'élite français à partir de 2009 à la suite de son titre de champion de Division 2. Grâce à un recrutement de niveau européen, Chartres remporte l'ETTU Cup 2010-2011 avant d'enchaîner trois sacres nationaux (2012, 2013, 2014). Lors de l'année du second, le club se hisse une première fois jusqu'en finale de la Ligue des champions. Après deux ans sans titre, l'ASTT est sacré une quatrième fois champion de France en 2016-2017. L'exercice suivant voit le club chartrain échouer en finale de l'ETTU Cup 2017-2018. Pour la saison 2018-2019, le club prend un tournant dans son organisation. L'entraîneur emblématique Calin Toma est écarté et les contrats des joueurs majeures ne sont pas renouvelés. Le club, renommé C'Chartres, décide de repartir avec de jeunes joueurs et donc revoir ses ambitions à la baisse dans un premier temps. L'équipe est reléguée en Pro B et puis la saison 2019-2020 annulée à cause de la Covid-19 alors que Chartres est premier.
Le club est présidé par Benoît Gasnier depuis 2019 et évolue en bleu à domicile au sein du complexe sportif Christian-Rosskopf.

## Histoire

### Débuts et montée en Pro A (2003-2010)
L'ASTT Chartres est issu d'une fusion imposée par la municipalité chartraine entre les clubs de l'« ASEG Chartres » et le « Chartres TT » en 2003,. Le club est fondé par deux passionnés : Loïc Bréhu, PDG du groupe Lorillard spécialisé dans la fabrication de fenêtres et ancien joueur de niveau régional, associé au premier édile de la ville, Jean-Pierre Gorges, lui-même pratiquant acharné dans sa jeunesse et maire de la ville. « Chartres a eu longtemps deux clubs historiques qui se tiraient dans les pattes et ne perçaient pas, raconte l’élu. Un jour, avec Loïc, on s’est décidés à lancer un seul club avec des objectifs élevés ». Bréhu est président de l'ASTT qui débute en Nationale 3 (D5) pour la saison 2003-2004,. Le franco-roumain Calin Toma rejoint le nouveau club.
Le club vit alors une ascension fulgurante vers les sommets, quatre montées en sept saisons pour atteindre le championnat de Pro A en 2009, avec un titre de champion de Pro B dans la poche,. En janvier 2009, alors qu'il est déjà lancé vers la Pro A, le club frappe une première fois sur le marché des transferts en engageant Damien Éloi, un des Français les plus quottés du moment. Sébastien Jover fait déjà partie de l'équipe cette saison-là.
Pour sa première saison dans l’élite (2009-2010), le jeune club eurélien termine à une modeste huitième place malgré l'arrivée de Gao Ning (21e mondial) et la présence d'Éloi,. Régulièrement, la salle Rosskopf fait le plein. L'ASTT obtient son maintien avec cinq points d'avance sur le premier relégué. Jover, en fin de contrat, est remplacé par Pär Gerell. Cette huitième place est suffisante pour disputer l’ETTU Cup 2010-2011, la « petite » coupe d’Europe. Grâce au classement de ses joueurs, le club est tête de série n°1 de cette compétition et son président affirme : « Au complet, on peut viser le dernier carré »,.

### Roi de France et favori européen (2010-2018)

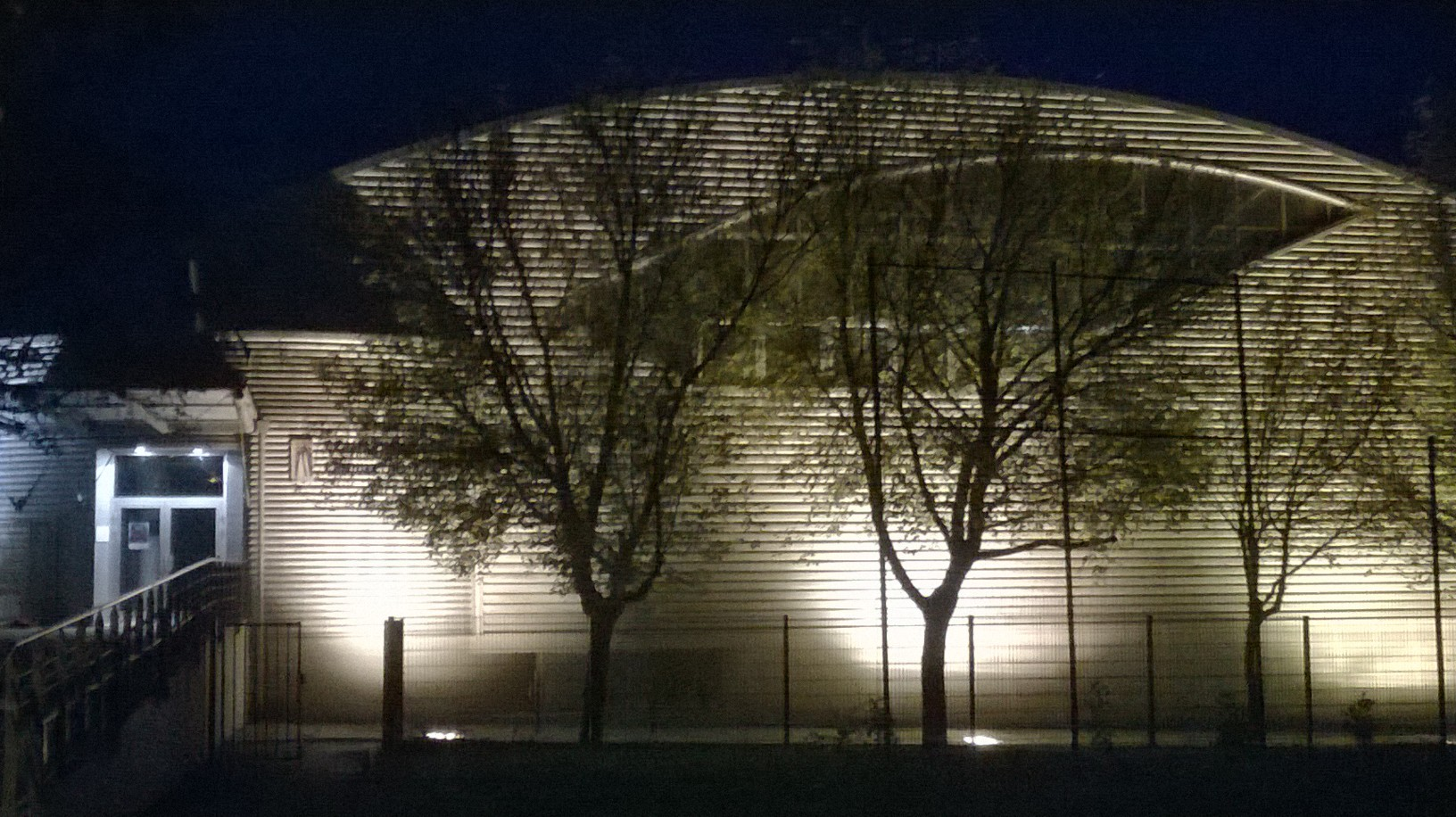
Complexe sportif Christian Rosskopf.

Lors de la saison 2010-2011, le club eurélien devient l'opposant numéro 1 du Levallois SC TT mais doit se contenter de la seconde place. Une frustration effacée par la victoire en Coupe d'Europe sur ce même adversaire. Au match aller à Chartres, les locaux s'inclinent 3-1. Au retour, à la surprise générale, ils s'offrent leur premier titre majeur (3-0),. L'ASTT Chartres devient alors le sixième club français à remporter une compétition européenne et ramène la dixième victoire en Coupe d'Europe du tennis de table français.
Alors que Levallois choisit de dissoudre sa section au printemps 2011, la troupe de Toma reprend le flambeau et installe son hégémonie sur le championnat. À la suite de sa deuxième place en championnat, le club dispute sa première Ligue des Champions et est classé tête de série n°3 derrière les deux derniers finalistes de l'édition 2011 : le Borussia Düsseldorf et le TTC Orenbourg. L'ASTT Chartres est éliminée par le futur vainqueur de la compétition et dernier finaliste : Orenbourg. Avec une équipe d'internationale renforcée par Robert Gardos et un budget proche du demi-million d'euros, l'ASTT emporte tout sur son passage en France, ne concédant aucune défaite en Pro A,.
En Pro A 2012-2013, le club conserve son titre après une lutte intense avec l'AS Pontoise-Cergy TT. En Ligue des champions, le club atteint à nouveau les demi-finales où il rencontre le Borussia Düsseldorf au palmarès important. Chartres réussit l'exploit d'éliminer les Allemands aux sets-average 3-1, 1-3 (11-5, 5-9) et devient le dixième club différent à parvenir en finale de la Ligue des champions de tennis de table où il est opposé au grand favori TTC Orenbourg, tenant du titre qui les a éliminés de peu en demi-finale l'année précédente. À l'aller, en France devant les caméras de Sport +, les Euréliens s'inclinent 3-1, les obligeant à un exploit dans l'Oural. Chose que réalisent les Chartrains au match retour, ils battent à la surprise générale des Russes crispés 3-1. Mais, les Russes l'emportent aux points-average. Les Français marquent quatre points de moins que leur adversaire, pour ce qui devient la finale la plus serrée de l'histoire du tennis de table toutes Coupes d'Europe hommes et femmes confondus.
En décembre 2013, alors qu'il a écrasé la phase de poule, favori en Ligue des champions et en tête de Pro A 2013-2014, la Fédération européenne (ETTU) exclu l'ASTT Chartres de la compétition. Selon l’instance continentale, Gao Ning (n°20 mondial) aurait disputé des matches de Ligue chinoise. Or, les textes interdisent de prendre part à plusieurs championnats,. Malgré un appel et de nouveaux éléments apportés au dossier, la commission de discipline ne revient pas sur sa décision,. Le quatuor entrainé par Calin Toma reste solide jusqu'au bout de la saison et devient champion de France de Pro A 2014, à une journée de la fin du championnat, pour la 3e fois d'affilée,.
Pour la saison 2014-2015 de Ligue des champions, l'ASTT se hisse pour la 3e fois en quatre ans jusqu'en demi-finale. Dominé à domicile lors du premier match contre le Borussia Düsseldorf (1-3), Chartres ne parvient pas à inverser la tendance en Allemagne,. En Pro A, les Chartrains ne sont pas champions, une première depuis quatre saisons. Ils terminent second ex-æquo avec GV Hennebont TT derrière l'AS Pontoise-Cergy TT.
Durant l'été 2015, un nouveau directeur sportif arrive à l'ASTT Chartres. Emmanuel Rassouw occupe auparavant le poste de coach de l'équipe de France féminine et de celle de Marly-le-Roi (Pro B). Ning est un temps sur la sellette mais finalement conservé tandis qu'Éloi n'est pas prolongé. Le Portugais João Monteiro et l'espoir français Alexandre Robinot intègre le club,. La saison 2015-2016 est encore un échec avec une place de vice-champion, encore derrière Pontoise, et une élimination en quarts de finale en coupe d'Europe.
En 2016-2017, les pongistes de Chartres ASTT remportent le titre de champion de France, gagné face au SS La Romagne lors de l'avant-dernière journée de Pro A. Chartres, leader de bout en bout de la saison, succède à Pontoise-Cergy et décroche sa quatrième couronne après celles de 2012, 2013 et 2014. Il devient le sixième club le plus titré sur la scène nationale, encore loin derrière Levallois (17). En Ligue des champions, l'ASTT est élimé en quart-de-finale par Sarrebrück.
Pour la saison 2017-2018, les Chartrains terminent quatrième de Pro A. À l'échelle européenne, l'ASTT termine troisième de son groupe de Ligue des champions et est reversé en ETTU Cup. Après s'être défait des Autrichiens de Stockerau en quart (3-1, 3-1) et d'Istres (3-0, 3-2), les Euréliens s'inclinent en finale contre Dzialdolwo (1-3, 1-3). À l'issue de la saison, Pär Gerell et Robert Gardos quittent le club. Respectivement arrivés en 2010 et 2011, les deux hommes hissent le club au plus haut niveau avec notamment deux finales européennes.

### Nouveau nom et nouveau projet (depuis 2018)
En avril 2018, la municipalité chartraine impose une identité commune aux principaux clubs de la ville, en déclinant sa marque territoire « C' Chartres ». Les changements vont au-delà de l'appellation des associations. Les clubs doivent également adopter un nouveau logo et une couleur dominante pour leur maillot : le bleu de Chartres, un bleu clair.
Renommé C' Chartres Tennis de Table, le club attaque sa dixième année en Pro A, qui marque le début d’une nouvelle ère tournée plus vers les jeunes, moins vers la course aux trophées. Emmanuel Rassouw est nommé entraîneur du CCTT qui doit maintenant lutter pour son maintien. La saison 2018-2019 de Pro A est compliquée et le club termine dernier et relégué en Pro B.
En Pro B 2019-2020, Chartres est premier avec onze succès en douze journées à l'arrêt de la compétition à cause de la pandémie de Covid-19 mais la saison est annulée et le club pas autorisé à retrouver l'élite.
Au terme de l'exercice 2020-2021, le C'Chartres TT retrouve l'élite nationale du tennis de table, deux ans après l'avoir quittée, à l'occasion de la dernière journée. Pour la rentrée 2021, un centre d’entraînement international est créé par le CCTT. L’objectif est de rassembler des joueurs de niveau national et international, parmi lesquels ceux du club.

## Palmarès

### Titres et trophées
| National | International |
| --- | --- |
| - Pro A (4) - Champion en 2012, 2013, 2014 et 2017 - Vice-Champion en 2011 et 2016 - Pro B (2) - Champion en 2009 et 2021 | - Ligue des Champions - Finaliste en 2013 - ETTU Cup (1) - Vainqueur en 2011 - Finaliste en 2018 - TT Intercup - 3e en 2008 - Classement européen des clubs - 4e (22 décembre 2017) - 24e (15 septembre 2021) |

### Bilan par saison
| Saison    | Championnat | Championnat | Championnat | Championnat | Championnat | Championnat | Championnat | Championnat | Championnat | Championnat | Coupe d'Europe | Coupe d'Europe  | Entraineur       |
| Saison    | Division    | Class.      | Pts         | MJ          | V           | N           | D           | Pp          | Pc          | Diff        | Nom            | Résultat        | Entraineur       |
| --------- | ----------- | ----------- | ----------- | ----------- | ----------- | ----------- | ----------- | ----------- | ----------- | ----------- | -------------- | --------------- | ---------------- |
| ...       |             |             |             |             |             |             |             |             |             |             |                |                 |                  |
| 1974-1975 | N2 (D2)     | 4e          | 28 pts      | 14          | 7           | 7           |             |             |             |             |                |                 |                  |
| ...       |             |             |             |             |             |             |             |             |             |             |                |                 |                  |
| 1997-1998 | N1 (D2)     |             |             |             |             |             |             |             |             |             |                |                 |                  |
| ...       |             |             |             |             |             |             |             |             |             |             |                |                 |                  |
| 2003-2004 | N3 (D5)     |             |             |             |             |             |             |             |             |             |                |                 |                  |
| ...       |             |             |             |             |             |             |             |             |             |             |                |                 |                  |
| 2006-2007 | N1 (D3)     | n.c.        |             |             |             |             |             |             |             |             |                |                 |                  |
| 2007-2008 | Pro B       | 8e/10       | 27 pts      | 16          | 3           | 5           | 8           | 37          | 49          | -12         | TT Intercup    | demi-finale     |                  |
| 2008-2009 | Pro B       | 1er/10      | 46 pts      | 18          | 12          | 4           | 2           | 62          | 31          | +31         | -              | -               |                  |
| 2009-2010 | Pro A       | 8e/10       | 34 pts      | 18          | 5           | 6           | 7           | 46          | 52          | -6          | -              | -               |                  |
| 2010-2011 | Pro A       | 2e/10       | 44 pts      | 18          | 11          | 4           | 3           | 60          | 37          | +23         | ETTU Cup       | Vainqueur       | Calin Toma       |
| 2011-2012 | Pro A       | 1er/10      | 51 pts      | 18          | 15          | 3           | -           | 69          | 21          | +48         | LDC            | demi-finale     | Calin Toma       |
| 2012-2013 | Pro A       | 1er/10      | 50 pts      | 18          | 16          | -           | 2           | 68          | 21          | +47         | LDC            | Finaliste       | Calin Toma       |
| 2013-2014 | Pro A       | 1er/10      | 52 pts      | 18          | 16          | 2           | -           | 70          | 20          | +50         | LDC            | exclu           | Calin Toma       |
| 2014-2015 | Pro A       | 3e/10       | 43 pts      | 18          | 10          | 5           | 3           | 60          | 39          | +21         | LDC            | demi-finale     | Calin Toma       |
| 2015-2016 | Pro A       | 2e/10       | 44 pts      | 18          | 11          | 4           | 3           | 61          | 32          | +29         | LDC            | quart-de-finale | Calin Toma       |
| 2016-2017 | Pro A       | 1er/10      | 46 pts      | 18          | 15          | -           | 3           | 46          | 27          | +19         | LDC            | quart-de-finale | Calin Toma       |
| 2017-2018 | Pro A       | 4e/10       | 41 pts      | 18          | 11          | -           | 7           | 41          | 31          | +10         | ETTU Cup       | Finaliste       | Calin Toma       |
| 2018-2019 | Pro A       | 10e/10      | 23 pts      | 18          | 2           | -           | 16          | 23          | 50          | -27         | ETTU Cup       | quart-de-finale | Emmanuel Rassouw |
| 2019-2020 | Pro B       | 1er/10      | 35 pts      | 12          | 11          | -           | 1           | 35          | 12          | +23         | -              | -               | Emmanuel Rassouw |
| 2020-2021 | Pro B       | 1er/10      | 49 pts      | 18          | 16          | -           | 2           | 49          | 16          | +33         | -              | -               | Emmanuel Rassouw |

## Structures du club

### Identité et image
Lors du renommage en 2018, le club se voit imposé le logo de la marque territoire « C' Chartres » adapté à sa discipline par la municipalité chartraine. Ainsi le « C' » bleu ciel au-dessous duquel « Chartres » en bleu foncé se voit greffer les lettres « TT » à droite du C' et « tennis de table » à hauteur de Chartres.

ASTT Chartres (2003-2018)
C' Chartres TT (depuis 2018)

### Éléments comptables
En 2012-2013, le club a un budget de 600 000 €.
En 2015, le président Loïc Bréhu déclare « La crise économique est passée par là, reprend. Pour aller loin en Ligue des champions, il faut minimum 500 000 euros de budget. Beaucoup ne peuvent plus suivre ».
En 2016, après avoir payé un rappel de près de 90 000 € pour les années 2009 à 2011, Chartres ASTT est à nouveau repris par le fisc. Cette fois, c'est la période 2012 à 2014 qui est concernée et la somme due se monte à 150 000 €. Le président Bréhu dédramatise : « Il n'y aura aucune répercussion. C'est 50 000 € par saison sur un budget de 700 000 », dont 550 000 € de subventions des collectivités. « On a procédé par omission. On pourrait prendre toute une batterie d'avocats, mais on va laisser filer et on va changer notre manière de fonctionner », reprend Loïc Bréhu.
Pour la saison 2016-2017, l'ASTT dispose d'un budget un peu moins important, environ 650 000 €, en raison de la suppression d'une subvention départementale de 36 000 €.
| Saison   | 2011-2012 | 2012-2013 | 2013-2014 | 2014-2015 | 2015-2016 | 2016-2017 | 2017-2018 | 2018-2019 | 2019-2020 |
| Division | Pro A     | Pro A     | Pro A     | Pro A     | Pro A     | Pro A     | Pro A     | Pro A     | Pro B     |
| Budget   | ?         | 600 000 € | ?         | ?         | ?         | 650 000 € |           |           |           |

### Salle Rosskopf

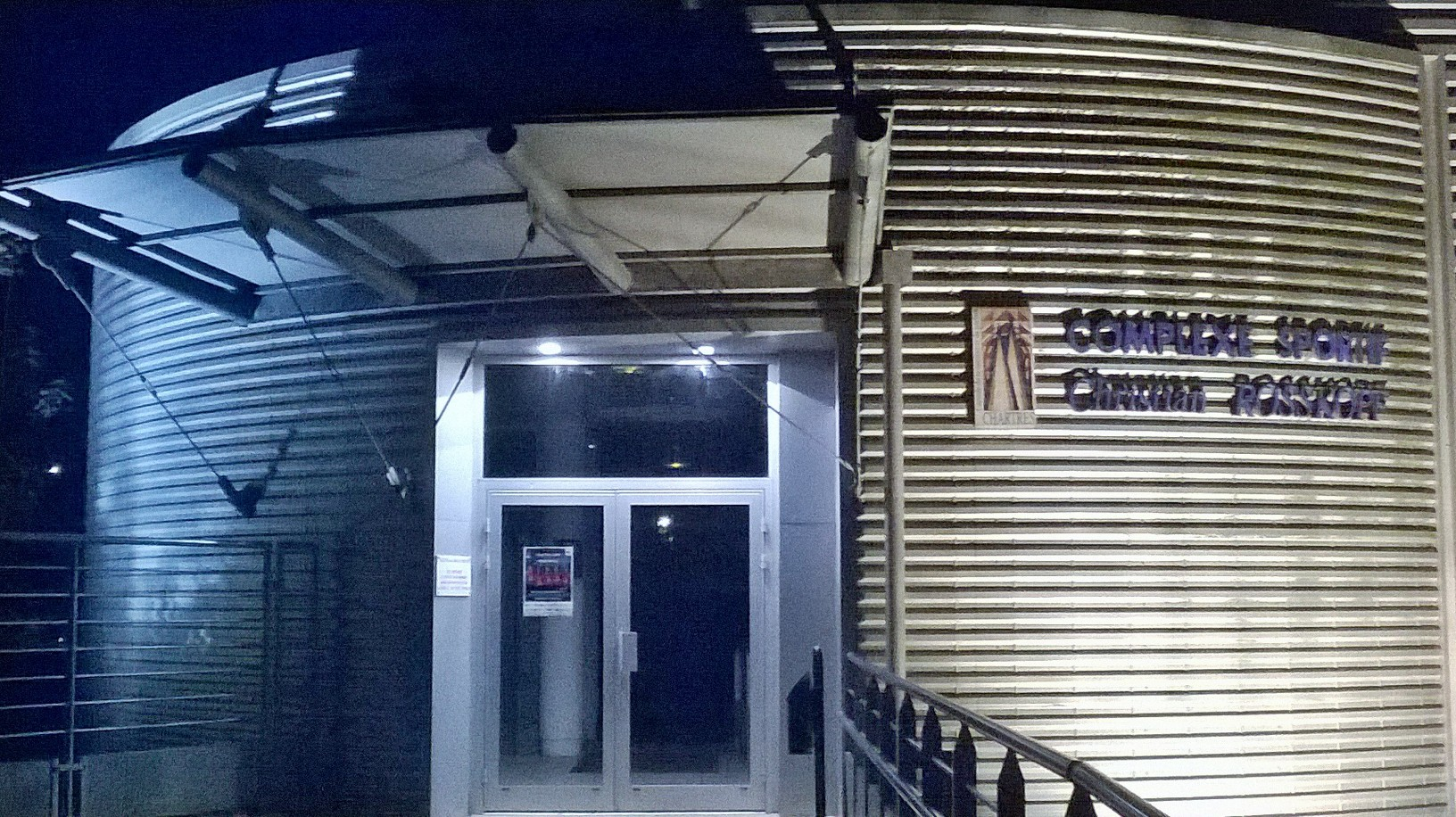
Entrée du complexe sportif Christian Rosskopf.

L'ASTT évolue au complexe Rosskopf. Celui-ci comprend, entre autres, une salle de tennis de table de 479 m². Mis en service en 1994, la salle comprend 320 places en tribune permettant de recevoir les compétitions internationales.
De plus, la structure contient un terrain de football en accès libre, une salle omnisports et un dojo/salle d'arts martiaux.

## Personnalités

### Présidents
Loïc Bréhu, PDG alors de Lorillard, entreprise spécialisée dans la fabrication de fenêtres, devient le président du club lors de la fusion initiale en 2003.
Benoît Gasnier participe à la rédaction des statuts du club, issu de la fusion entre Chartres TT et l'ASEG Chartres. Il s'investit comme joueur et participe à la première montée du club en ProB en 2007, et joue ensuite avec l'équipe réserve chartraine, en N1 et reste l'une des principales chevilles ouvrières mais sans exercer de mandat officiel. En octobre 2019, à 48 ans, il est choisi comme président du nouveau comité directeur et prend la succession de Bréhu.

### Entraîneurs
En 2003, année de la fusion donnant l'ASTT Chartres, le Franco-Roumain n°23 français (7-8 sans les étrangers) Calin Toma arrive comme joueur au plus bas niveau national, depuis le TTC Nantes Atlantique où il évolue depuis dix ans. International roumain ayant disputé les championnats du monde 2003, Toma est auparavant champion d'Europe par équipe en 1982 avec son club de Craiova puis en individuel en 1985. Il occupe alors un poste d'éducateur sportif à plein-temps à la mairie de Chartres et aide le club à monter les échelons jusqu’à le hisser parmi l’élite, la Pro A, en 2009. À partir de ce moment-là, Toma devient animateur sportif au club en CDI à 50 % et gère l'équipe première. Triple champion de France d’affilée après avoir remporté l'ETTU Cup 2010-2011, l'ASTT de Calin Toma est régulièrement qualifié en Ligue des champions, où il perd en finale en 2013. En 2015, Emmanuel Rassouw arrive en tant que directeur sportif du club, au-dessus de Toma dans la hiérarchie. Après cette désillusion européenne, Chartres ne parvient jamais à faire aussi bien, mais accroche un quatrième titre national en 2016-2017. La saison suivante, il termine l’exercice au pied du podium, son plus mauvais résultat depuis 2010, et perd en finale de l'ETTU Cup 2017-2018. Le désormais C' Chartres TT et Calin Toma souhaitent alors se séparer à l'amiable, mais ne tombent pas d'accord, et Toma est licencié.
À partir de la saison 2018-2019, Emmanuel Rassow est nommé entraîneur. En 2021, à l'occasion du lancement du centre d'entraînement international, Rassow en devient aussi l'entraîneur.

### Joueurs notables
Piliers de Chartres ASTT, Pär Gerell et Robert Gardos passent respectivement huit et sept saisons à Chartres. L'artiste suédois et le démolisseur autrichien font vivre à Chartres ses plus belles heures. Le club eurélien gagne presque tous ses premiers titres avec Gerell et Gardos, anciens lieutenants de Gao Ning qui formaient la « 3G ». C'est avec eux que l'ASTT décroche quatre titres nationaux et deux finales de Coupe d'Europe. Après la seconde, ils quittent tous les deux le club en 2018.
L'équipe 2019-2020 est composée du Brésilien de 23 ans Vitor Ishiy (n°121 mondial), seul rescapé de la saison précédente et nouveau champion panaméricain, du Hongrois Bence Majoros, 22 ans, n°89 mondial arrivé d’Allemagne (TSV Bad Königshofen), du Belge Florent Lambiet, 23 ans, n°100 mondial lui aussi venu de la Bundesliga (Werder Brême) et du gaucher tricolore Irvin Bertrand, 19 ans, quintuple champion d’Europe chez les jeunes (trois fois par équipes, deux fois en double). Pour la saison 2020-2021, le club conserve son quatuor cosmopolite qui remporte le championnat de Pro B.
| Saisons   | 2003 à 2008 | 2008-09         | 2009-10         | 2010-11     | 2011-12       | 2012-13       | 2013-14       | 2014-15       | 2015-16           | 2016-17           | 2017-18           | 2018-19           | 2019-20         | 2020-21         | 2021-22         |
| Divisions | N3 à Pro B  | Pro B           | Pro A           | Pro A       | Pro A         | Pro A         | Pro A         | Pro A         | Pro A             | Pro A             | Pro A             | Pro A             | Pro B           | Pro B           | Pro A           |
| --------- | ----------- | --------------- | --------------- | ----------- | ------------- | ------------- | ------------- | ------------- | ----------------- | ----------------- | ----------------- | ----------------- | --------------- | --------------- | --------------- |
| Joueurs   | Calin Toma  | Calin Toma      | Damien Éloi     | Damien Éloi | Damien Éloi   | Damien Éloi   | Damien Éloi   | Damien Éloi   | João Monteiro     | João Monteiro     | Romain Lorentz    | Romain Lorentz    | Bence Majoros   | Bence Majoros   | Bence Majoros   |
| Joueurs   |             | Sébastien Jover | Sébastien Jover | Pär Gerell  | Pär Gerell    | Pär Gerell    | Pär Gerell    | Pär Gerell    | Pär Gerell        | Pär Gerell        | Pär Gerell        | Vitor Ishiy       | Vitor Ishiy     | Vitor Ishiy     | Vitor Ishiy     |
| Joueurs   |             |                 | Gao Ning        | Gao Ning    | Gao Ning      | Gao Ning      | Gao Ning      | Gao Ning      | Alexandre Robinot | Alexandre Robinot | Alexandre Robinot | Alexandre Robinot | Irvin Bertrand  | Irvin Bertrand  | AK Salifou      |
| Joueurs   |             |                 |                 |             | Robert Gardos | Robert Gardos | Robert Gardos | Robert Gardos | Robert Gardos     | Robert Gardos     | Robert Gardos     | ?                 | Florent Lambiet | Florent Lambiet | Florent Lambiet |

### Équipe 2021-2022
Pour la saison 2021-2002 et la remontée en Pro A, le leader Irvin Bertrand refuse l'offre de prolongation de contrat chartraine. Il est remplacé par l'ex-international tricolore Abdel-Kader Salifou. Arrivant du TSV Bad Königshofen, en D1 allemande, le Français est ex-n°83 mondial et pointe alors au 182e rang.
Salifou n'est pas la seule recrue de l'effectif chartrain qui se renforce d'un cinquième membre. Vice-champion du monde junior en 2014, le Sud-Coréen Kim Minhyeok devient le deuxième Asiatique de l'histoire du club après le Singapourien Gao Ning de 2009 à 2015.
Les trois autres membres de l'équipe sont conservés : le Brésilien Vitor Ishiy, à Chartres depuis 2018 et lié avec le club eurélien jusqu’en 2022, le Hongrois Bence Majoros et le Belge Florent Lambiet.